# Tauplitz
Tauplitz es un municipio en el distrito de Liezen en el estado de Estiria, Austria.